# فلپ، برابانت شمالی
ولپ، بربنت شمالی (به هلندی: Velp, North Brabant) یک منطقهٔ مسکونی در هلند است که در گور واقع شده‌است.

## خصوصیات
ولپ ۱٬۶۵۰ نفر جمعیت دارد.